# PSG5
PSG5‏ (Pregnancy specific beta-1-glycoprotein 5) هوَ بروتين يُشَفر بواسطة جين PSG5 في الإنسان.